# Verneuil (Marne)
Pour les articles homonymes, voir Verneuil.
Verneuil est une commune française, située dans le département de la Marne en région Grand Est. Elle est traversée par la Marne et son affluent la Semoigne.
Bourg rural hors attraction des villes, Verneuil est membre de la communauté de communes des Paysages de la Champagne, à qui elle a transféré un certain nombre de compétences (notamment en matière d'eau et de déchets).
Au dernier recensement de 2022, la commune comptait 840 habitants appelés Vernouillats et Vernouillates. Son économie est particulièrement tournée vers la viticulture. Son patrimoine architectural comprend notamment son église, dédiée à Saint-Rémi.

## Géographie

### Localisation

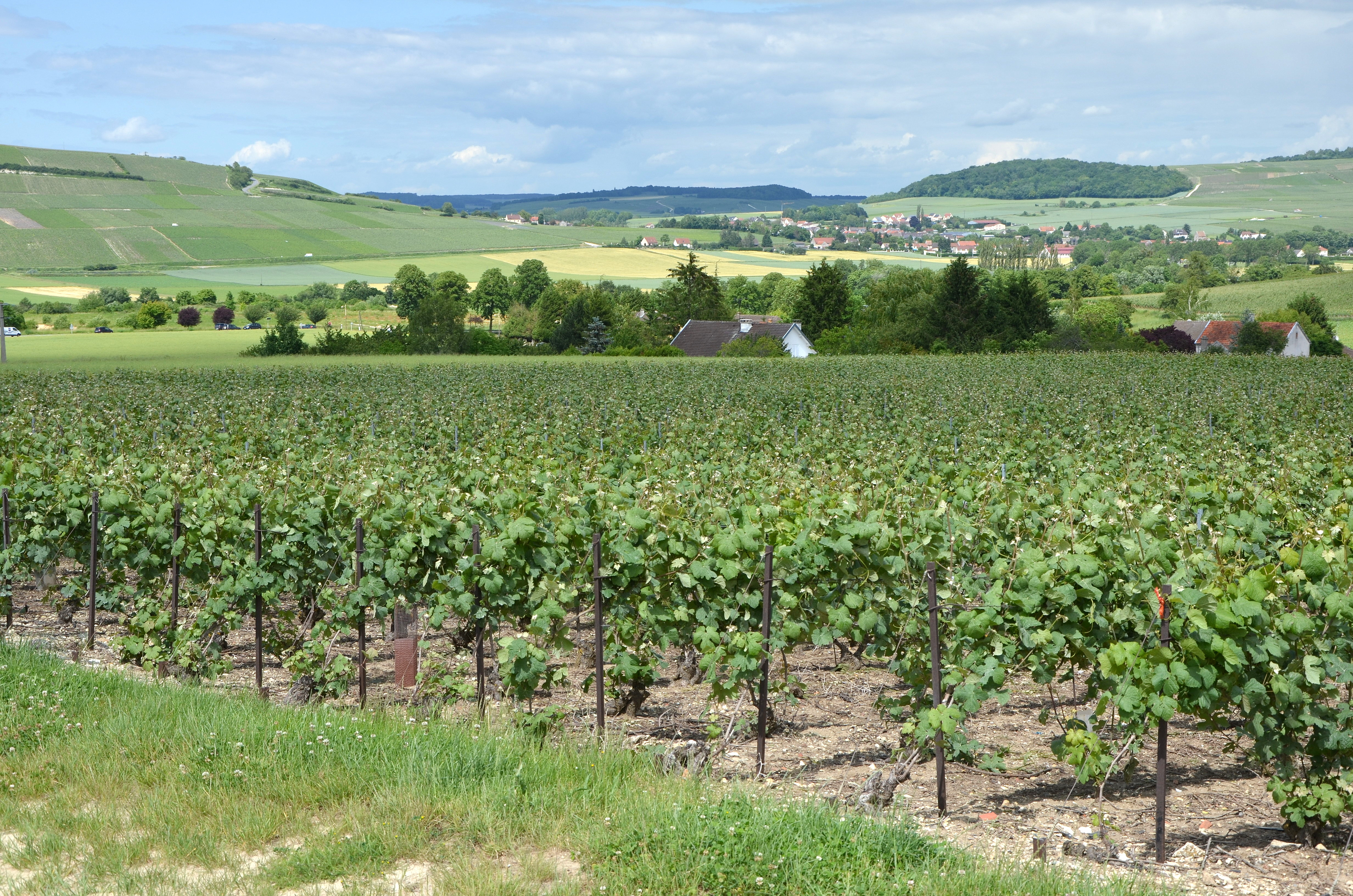
Vue de Verneuil au loin.

Verneuil se trouve à l'ouest du département de la Marne, en région Grand Est, à proximité du département de l'Aisne.
La commune de Verneuil s'étend sur une superficie de 1 314 hectares. Elle appartient à la région agricole de la vallée de la Marne.
Par la route, Verneuil se situe à 79 km de Châlons-en-Champagne (via l'A4), préfecture de la Marne, à 36 km de Reims, plus grande ville du département, à 26 km de Château-Thierry, sous-préfecture de l'Aisne voisine, à 24 km d'Épernay, sa sous-préfecture, et à 3,6 km de Dormans, bureau centralisateur du canton de Dormans-Paysages de Champagne dont dépend Verneuil depuis 2015. La commune fait en outre partie du bassin de vie de Dormans.
Verneuil est limitrophe de 6 communes :
| Champvoisy | Passy-Grigny  |           |
| Vincelles  | Verneuil      | Vandières |
|            | Try (Dormans) | Troissy   |

### Géologie et relief
Sur son territoire, l'altitude varie de 62 à 232 mètres. L'altitude est de 70 mètres à la mairie.
Le relief est marqué par la vallée de la Marne, qui délimite le territoire communal au sud, et par la vallée de la Semoigne, affluent de la Marne qui s'écoule du nord au sud au centre de la commune.
De part et d'autre de la Semoigne, s'élèvent des collines du Tardenois qui dépassent les 200 mètres d'altitude. Leurs coteaux sont plantés de vignes et leurs sommets sont généralement boisés (notamment bois de Bouillon et bois du Pré à l'ouest ; bois de Navarre à l'est).
Verneuil possède d'anciennes carrières de grès.

### Hydrographie

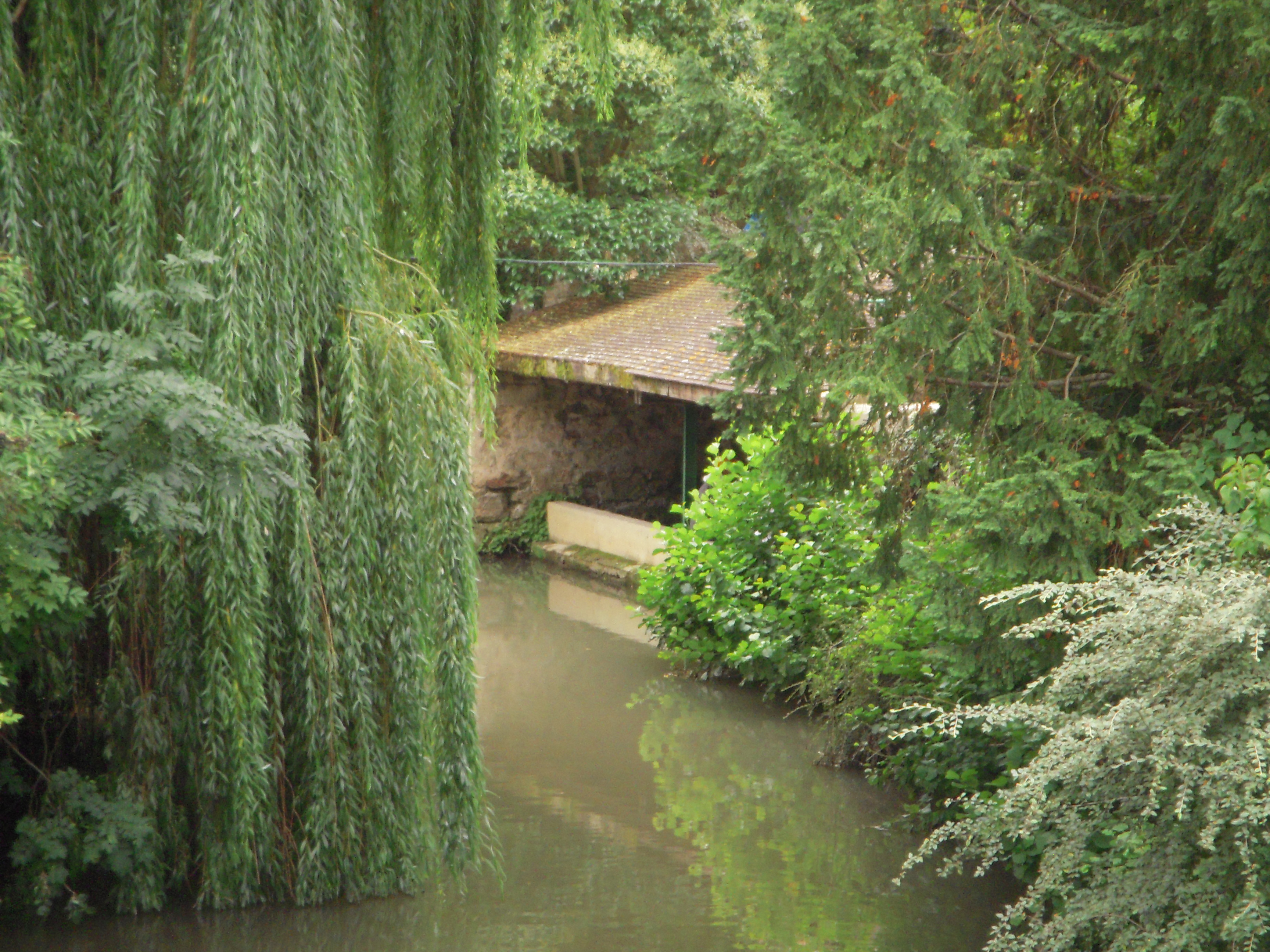
Le lavoir sur la Semoigne.

La commune est dans la région hydrographique « la Seine de sa source au confluent de l'Oise (exclu) » au sein du bassin Seine-Normandie. Elle est drainée par la Marne, la Semoigne, le fossé 01 de Brûlard et le ruisseau de la Chapelle,.
La Marne prend sa source sur le plateau de Langres, dans la commune de Saints-Geosmes (Haute-Marne) et se jette dans la Seine entre Charenton-le-Pont et Alfortville (Val-de-Marne) dans le quartier de Conflans-l'Archevêque.
La Semoigne, d'une longueur de 17 km, prend sa source dans la commune de Romigny et se jette dans la Marne sur la commune, après avoir traversé six communes. Les caractéristiques hydrologiques de la Semoigne sont données par la station hydrologique située sur la commune. Le débit moyen mensuel est de 0,581 m3/s. Le débit moyen journalier maximum est de 11,5 m3/s, atteint lors de la crue du 22 mars 2001. Le débit instantané maximal est quant à lui de 24,6 m3/s, atteint le 10 février 2020.
Un plan d'eau complète le réseau hydrographique : le Trou de la commune (0,4 ha),.

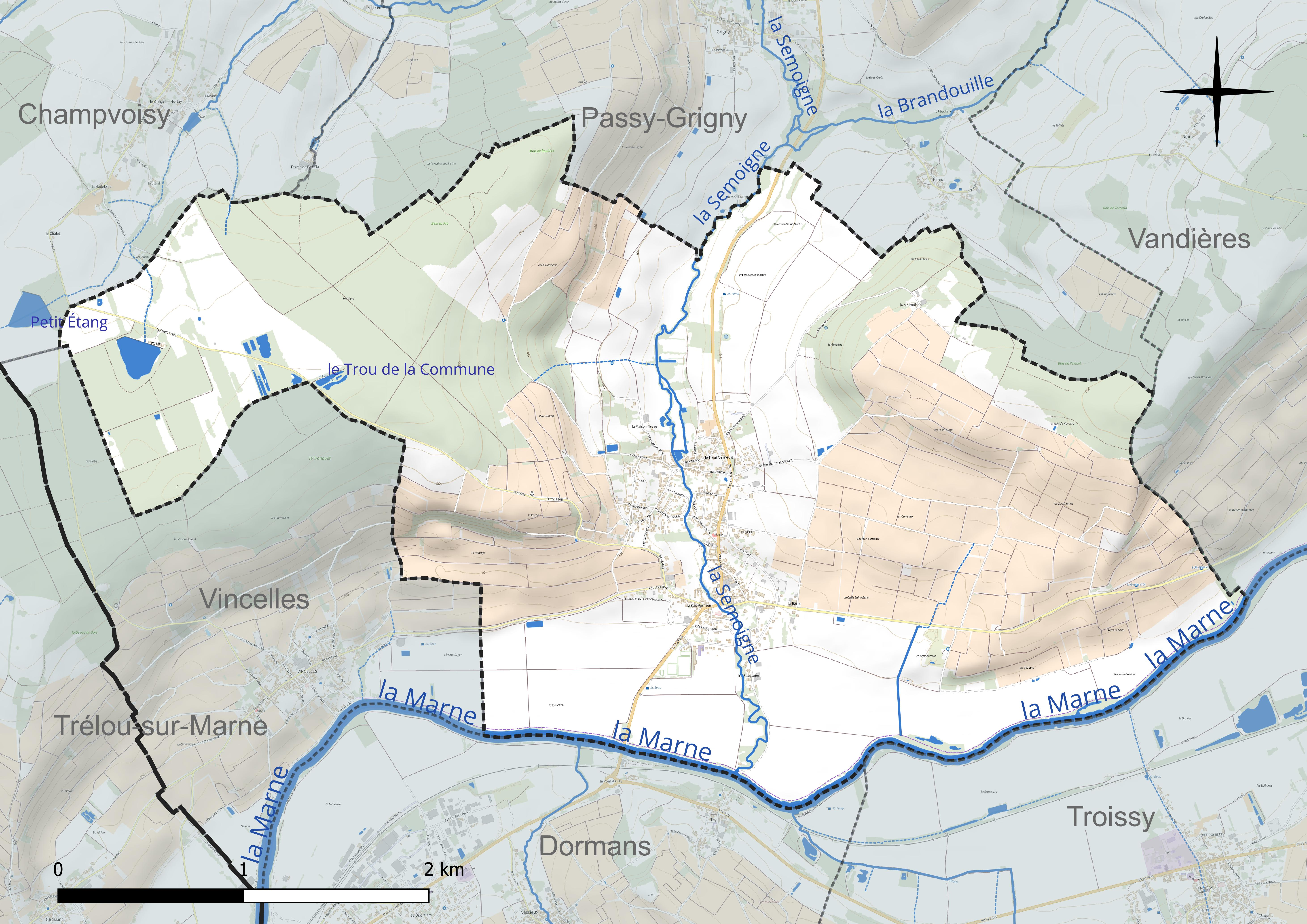
Réseau hydrographique de Verneuil.

### Climat
Pour des articles plus généraux, voir Climat du Grand Est et Climat de la Marne.
En 2010, le climat de la commune est de type climat océanique dégradé des plaines du Centre et du Nord, selon une étude du Centre national de la recherche scientifique s'appuyant sur une série de données couvrant la période 1971-2000. En 2020, Météo-France publie une typologie des climats de la France métropolitaine dans laquelle la commune est exposée à un climat océanique altéré et est dans la région climatique  Nord-est du bassin Parisien, caractérisée par un ensoleillement médiocre, une pluviométrie moyenne régulièrement répartie au cours de l’année et un hiver froid (3 °C).
Pour la période 1971-2000, la température annuelle moyenne est de 10,4 °C, avec une amplitude thermique annuelle de 15,3 °C. Le cumul annuel moyen de précipitations est de 696 mm, avec 12 jours de précipitations en janvier et 8,5 jours en juillet. Pour la période 1991-2020, la température moyenne annuelle observée sur la station météorologique de Météo-France la plus proche, « Chambrecy-Civc », sur la commune de Chambrecy à 14 km à vol d'oiseau, est de 10,7 °C et le cumul annuel moyen de précipitations est de 734,0 mm. 
La température maximale relevée sur cette station est de 40,3 °C, atteinte le 25 juillet 2019 ; la température minimale est de −22,1 °C, atteinte le 17 janvier 1985,,.
Les paramètres climatiques de la commune ont été estimés pour le milieu du siècle (2041-2070) selon différents scénarios d'émission de gaz à effet de serre à partir des nouvelles projections climatiques de référence DRIAS-2020. Ils sont consultables sur un site dédié publié par Météo-France en novembre 2022.

### Milieux naturels et biodiversité
L'Inventaire national du patrimoine naturel (INPN) recense 508 espèces sur le territoire de la commune, dont 36 espèces protégées et 16 espèces menacées.
Verneuil ne compte aucune zone naturelle d'intérêt écologique, faunistique et floristique (ZNIEFF) ou autre espace naturel protégé sur son territoire.

## Urbanisme

### Typologie
Au 1er janvier 2024, Verneuil est catégorisée bourg rural, selon la nouvelle grille communale de densité à sept niveaux définie par l'Insee en 2022.
Elle est située hors unité urbaine et hors attraction des villes,.

### Occupation des sols
L'occupation des sols de la commune, telle qu'elle ressort de la base de données européenne d’occupation biophysique des sols Corine Land Cover (CLC), est marquée par l'importance des territoires agricoles (70,9 % en 2018), une proportion sensiblement équivalente à celle de 1990 (71,4 %). La répartition détaillée en 2018 est la suivante : cultures permanentes (32,8 %), terres arables (31,1 %), forêts (23,5 %), zones urbanisées (5,6 %), prairies (3,6 %), zones agricoles hétérogènes (3,4 %).
L'évolution de l’occupation des sols de la commune et de ses infrastructures peut être observée sur les différentes représentations cartographiques du territoire : la carte de Cassini (XVIIIe siècle), la carte d'état-major (1820-1866) et les cartes ou photos aériennes de l'IGN pour la période actuelle (1950 à aujourd'hui).
Il existe également une carte détaillée  de la vicomté de Verneuil de 1774.

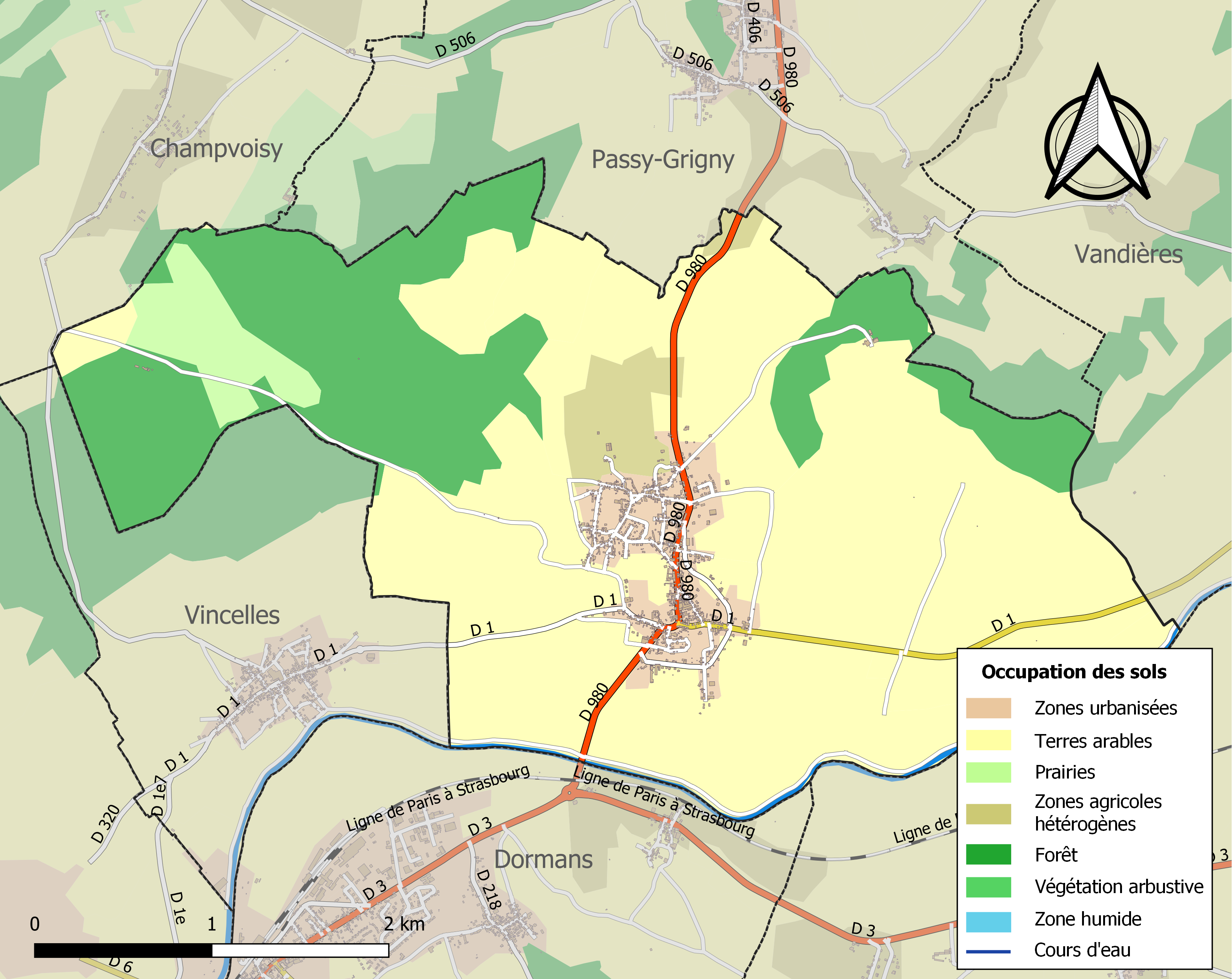
Carte des infrastructures et de l'occupation des sols de la commune en 2018 (CLC).

### Morphologie rurale, hameaux et écarts
Dans la vallée de la Semoigne, le village de Verneuil est historiquement composé de deux noyaux distincts : le Bas de Verneuil (ou le Bas Verneuil) et le Haut de Verneuil (ou le Haut Verneuil),. Le premier est plus dense et typiquement viticole, organisé autour de deux rues (rue de la Tour et rue de la Vicomté). Le deuxième a une urbanisation plus dispersée.
La commune comprend par ailleurs deux principaux écarts à vocation agricole : la Maison Neuve au nord-ouest et la Malmaison au nord-est. On peut également citer l'Oasis davantage en altitude à l'ouest. La carte de l'IGN de la commune nomme également d'autre lieux habités, désormais intégrés au village : la Barre, le Bugnot, la Ronce ou les Saussaies.

### Planification
Les règles d'urbanisme sur le territoire de Verneuil sont déterminées par le schéma de cohérence territoriale d'Épernay et sa Région (SCoTER) approuvé le 5 décembre 2018 et par le plan local d'urbanisme (PLU) de la commune adopté le 30 juillet 2012.

### Habitat et logement
En 2021, Verneuil compte 441 logements. Ces logements sont à 94 % des maisons ; la commune ne comptant qu'une vingtaine d'appartements. En raison de la prévalence des maisons, les résidences principales de Verneuil disposent en moyenne de 5 pièces.
Le tableau ci-dessous présente une comparaison de quelques indicateurs chiffrés du logement pour Verneuil, la communauté de communes des Paysages de la Champagne (CCPC), le département de la Marne et la France entière :
|                                                            | Verneuil | CCPC   | Marne   | France     |
| ---------------------------------------------------------- | -------- | ------ | ------- | ---------- |
| Ensemble des logements                                     | 441      | 11 470 | 300 919 | 37 155 918 |
| Part des résidences principales (en %)                     | 83,5     | 80,9   | 87,5    | 82,2       |
| Part des résidences secondaires (en %)                     | 4,4      | 5,8    | 3,4     | 9,7        |
| Part des logements vacants (en %)                          | 12,1     | 13,4   | 9,1     | 8,1        |
| Part des propriétaires de leur résidence principale (en %) | 79,5     | 76,4   | 52,2    | 57,5       |

À Verneuil, en 2021, 83,5 % des logements sont des résidences principales, 4,4 % des résidences secondaires et 12,1 % des logements vacants. Par ailleurs, 79,5 % des ménages sont propriétaires de leur résidence principale. Verneuil se démarque alors par un nombre supérieur à la moyenne de ménages propriétaires de leur résidence principale.
Parmi les 361 résidences principales construites avant 2019, 20,2 % avaient été construites avant 1919, 18,5 % entre 1919 et 1945, 15,1 % entre 1946 et 1970, 26,1 % entre 1971 et 1990, 7,6 % entre 1991 et 2005 et 12,4 % entre 2006 et 2018.
Le tableau ci-dessous présente l'évolution du nombre de logements sur le territoire de la commune, par catégorie, depuis 1968 :
|                        | 1968 | 1975 | 1982 | 1990 | 1999 | 2010 | 2015 | 2021 |
| ---------------------- | ---- | ---- | ---- | ---- | ---- | ---- | ---- | ---- |
| Résidences principales | 263  | 287  | 300  | 296  | 318  | 348  | 354  | 368  |
| Résidences secondaires | 31   | 43   | 47   | 46   | 28   | 23   | 22   | 19   |
| Logements vacants      | 24   | 17   | 25   | 34   | 14   | 50   | 58   | 53   |
| Total                  | 318  | 347  | 372  | 376  | 360  | 421  | 434  | 441  |

### Voies de communication et transports
Les deux principaux axes routiers de la commune sont la route départementale 980 (ex-RN380) qui traverse le bourg et le relie à Reims au nord et à la route départementale 3 au sud (ex-RN3 entre Dormans et Epernay) ainsi que la route départementale 1 qui suit la vallée de la Marne entre Vincelles à l'ouest et Saint-Martin-sur-le-Pré (au nord de Châlons-en-Champagne) vers l'est,. Les deux routes se croisent dans le Bas Verneuil.
Verneuil se trouve par ailleurs à proximité de l'autoroute A4, dont l'échangeur de Dormans se trouve à environ 7 km.
La gare de chemin de fer la plus proche est la gare de Dormans.

### Risques naturels et technologiques
Le territoire de Verneuil est vulnérable à différents risques naturels et technologiques. La commune est dans l'obligation d'élaborer et publier un document d'information communal sur les risques majeurs ainsi qu'un plan communal de sauvegarde.
La commune est concernée par les risques de mouvements de terrain. Verneuil est comprise dans le périmètre du plan de prévention des risques « glissement de terrain de la Côte d'Ile-de-France - secteur de la vallée de la Marne tranche 3 » approuvé en 2014.
Verneuil est également concernée par le risque d'inondation, y compris par remontée de nappe. La commune est incluse dans le périmètre du plan des surfaces submersibles du secteur d'Épernay de 1976 et dans le PPR « inondations par débordement de la Marne sur le secteur d'Épernay » de 2017.
La commune a fait l'objet de plusieurs arrêtés reconnaissant l'état de catastrophe naturelle pour des inondations et/ou coulées de boue (en 1983, 1987, 1988, 1993, 1999, 2000, 2020 et 2024).
Verneuil est affectée par le phénomène de retrait-gonflement des argiles (risque moyen). Le risque sismique est très faible sur son territoire. De même, le potentiel radon de la commune est faible.
La commune compte par ailleurs plusieurs sites concernés par les risques de pollution des sols. Enfin, la RD980 entre Reims et Dormans est concernée par le transport de matières dangereuses.

## Toponymie
Le nom de la localité est attesté sous les formes Vernolium (1135) ; Vernoilum (1138) ; Vernoil (1148) ; Vernolum (1159) ; Vernuel (1207) ; Vernueil (vers 1222) ; Vernuiel, Vernuoil (vers 1274) ; Vernuil-sur-Marne, Verneull, Vernueull (1388) ; Verneil-sur-Marne, Ve[r]neul (1394) ; Ve[r]nueil-sur-Marne (1395) ; Vernieil-sur-Marne (1412) ; Vernoil lez ledit Vincelles (1457) ; Verneul (1461) ; Haut et Bas Verneuil (1860).

Verneuil s'explique à partir de deux mots gaulois : le terme *uerno- « marécage, aulne » resté dans les termes dialectaux verne et vergne, sortes d'aulnes,, et *ialon, latinisé en -ialum, qui signifie initialement « espace découvert par un défrichement », « essart », et qui a donné les finales -ueil / -euil en langue d'oïl signifiant la « clairière, le lieu défriché » et finalement, le « village ». Pour des sources plus anciennes, c'est le suffixe*oialos, latinisé en -elum et indiquant l'abandance, qui est présent.

## Histoire

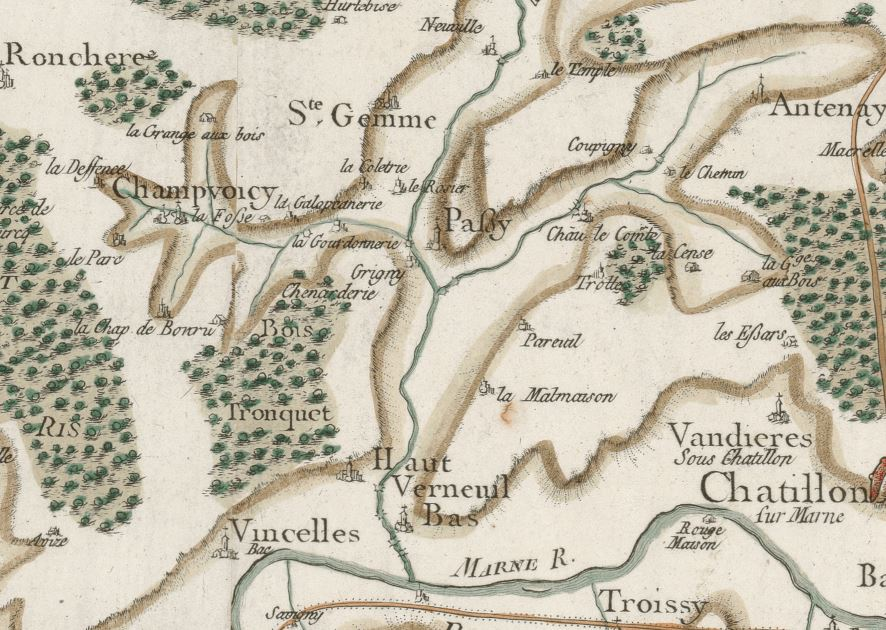
La vallée de la Semoigne sur la carte de Cassini du XVIIIe siècle, faisant apparaître Verneuil le Haut et le Bas.

Verneuil est la réunion de deux anciennes paroisses, Verneuil le Haut dit « Verneuil Saint-Martin » et Verneuil le Bas dit « Verneuil Saint-Remi ». La seconde paroisse, rapidement plus importante, devient au moment de la fusion le siège de la paroisse. Dom Albert Noël estime son existence antérieure au IXe siècle, il le dit traversé  par une chaussée Brunehaut, voie publique qui reliait Soissons à Port-à-Binson en passant par Ronchères, Champvoisy et Châtillon. La mairie royale de Verneuil ressort du bailliage de Châtillon-sur-Marne jusqu'au XVIe siècle. Son territoire a été longtemps morcelé entre plusieurs propriétaires. Ainsi les dîmes durant de nombreux siècles sont versées à plusieurs décimateurs et les nobles locaux rendent leur hommage-lige à différents seigneurs.
Un des plus anciens seigneurs de Verneuil est Milon de Verneuil qui partit aux croisades en 1146. Puis la terre appartient à la maison de Châtillon qui s'en dessaisit en 1338 et à partir de cette date plusieurs propriétaires se partagent le territoire. En 1400, Étienne Arnout de Verneuil fonde une chapelle qu'il voue à l'abbé de Saint-Martin d'Épernay. C'est probablement ce fait qui est à l'origine de l'appellation de Verneuil Saint-Martin. En 1575, le territoire est le théâtre de la bataille de Dormans. Un engagement a lieu au lieu-dit Fort Bugnot, durant lequel périssent de nombreux protestants. Un Fossé des Huguenots, tout proche, atteste de cette bataille.
Le village est fortement endommagé lors de la première et la seconde bataille de la Marne.

## Politique et administration

### Rattachements administratifs et électoraux

#### Rattachements administratifs
La commune se trouve dans l'arrondissement d'Épernay au sein du département de la Marne et de la région Grand Est.
Elle faisait partie depuis 1793 du canton de Dormans. Dans le cadre du redécoupage cantonal de 2014 en France, cette circonscription administrative territoriale a disparu, et le canton n'est plus qu'une circonscription électorale.

#### Rattachements électoraux
Pour les élections départementales, la commune fait partie depuis 2014 du canton de Dormans-Paysages de Champagne.
Pour l'élection des députés, elle fait partie de la troisième circonscription de la Marne.

### Intercommunalité
Verneuil était membre de la communauté de communes des Coteaux de la Marne, un établissement public de coopération intercommunale (EPCI) à fiscalité propre créé en 1997 et auquel la commune avait transféré un certain nombre de ses compétences, dans les conditions déterminées par le Code général des collectivités territoriales.
Dans le cadre des dispositions de la loi portant nouvelle organisation territoriale de la République du 7 août 2015, qui prévoit que les établissements publics de coopération intercommunale (EPCI) à fiscalité propre doivent avoir un minimum de 15 000 habitants, cette intercommunalité a fusionné avec ses voisines pour former, le 1er janvier 2017, la communauté de communes des Paysages de la Champagne, dont est désormais membre la commune.
Verneuil est par ailleurs membre de plusieurs EPCI sans fiscalité propre : le syndicat intercommunal élémentaire, le syndicat intercommunal à vocation unique de la vallée de la Semoigne, le syndicat mixte scolaire de Dormans et le syndicat mixte intercommunal d'énergies de la Marne (SIEM).

### Liste des maires
| Période                                  | Période                       | Identité             | Étiquette              | Qualité                                                                                         |
| ---------------------------------------- | ----------------------------- | -------------------- | ---------------------- | ----------------------------------------------------------------------------------------------- |
| Les données manquantes sont à compléter. |                               |                      |                        |                                                                                                 |
| février 1944                             | mars 1953                     | Pierre André Brion   |                        |                                                                                                 |
| 1953                                     | 1960                          | Georges Martin       |                        |                                                                                                 |
| 1960                                     | 1971                          | Jacques Charpentier  | SFIO puis DVG puis DVD | Cadre Conseiller général de Dormans (1964 → 1982)                                               |
| mars 1971                                | mars 1977                     | Gérard Duverdier     |                        |                                                                                                 |
| mars 1977                                | mars 2008                     | Robert Leveaux       | UMP                    | Conseiller général de Dormans (1982 → 2001)                                                     |
| 2008                                     | En cours (au 2 décembre 2020) | Sylvie Guenet-Nansot |                        | Vice-président de la CC des Paysages de la Champagne (2017 → ) Réélue pour le mandat 2020-2026, |

### Jumelages
- Essenheim (Allemagne), depuis 1978[55],[56] en association avec trois autres communes de la vallée de la Marne (Boursault, Châtillon-sur-Marne et Festigny)[56].

## Équipements et services publics

### Eau et déchets
L'approvisionnement en eau potable et l'assainissement des eaux usées sont des compétences de la communauté de communes des Paysages de la Champagne. La commune de Verneuil est alimentée en eau potable par les captages de la source de l'Abîme de Sainte-Gemme et par la source « La Foulerie » de Verneuil. La production et la distribution d'eau potable font l'objet d'une délégation de service public confiée à Suez jusqu'en 2029. Verneuil accueille une station d'épuration à boues activées et biodisques d'une capacité de 1 100 équivalent-habitants sur son territoire. L'assainissement collectif y est assuré par Veolia dans le cadre d'une délégation de service public confiée par la communauté de communes et courant jusqu'en 2029.
La communauté de communes est également compétente en matière de déchets. La collecte des ordures ménagères résiduelles et des déchets recyclables est réalisée en porte à porte. La communauté de commune adhérant au syndicat de valorisation des ordures ménagères de la Marne (SYVALOM), ces déchets sont amenés au centre de transfert départemental de Pierry puis valorisés sur le site de La Veuve. La collecte du verre et des textiles se fait en apport volontaire. La communauté de communes met par ailleurs six déchèteries à disposition de ses habitants, accessibles après création d'une carte d'accès : à Châtillon-sur-Marne, Damery-Venteuil, Fèrebrianges, Mareuil-le-Port, Montmort-Lucy et Trélou-sur-Marne.

### Enseignement
Verneuil fait partie de l'académie de Reims.
La commune compte deux écoles, situées rue du CBR. L'école maternelle, construite en 2001, est gérée par le syndicat intercommunal de la Vallée de la Semoigne et accueille 67 élèves (chiffres 2024-2025). L'école primaire, construite en 2014, est gérée par le syndicat intercommunal Élémentaire et accueille 113 élèves (chiffres 2024-2025). Outre les petits Vernouillats, les écoles accueillent également les enfants de Champvoisy, Passy-Grigny, Sainte-Gemme et Vincelles.
Les jeunes de Verneuil sont ensuite rattachés au collège Claude-Nicolas-Ledoux de Dormans et au lycée Stéphane-Hessel d'Épernay.

### Santé
En 2012, la commune compte un médecin généraliste

### Postes et télécommunications
Une boîte aux lettres de La Poste se trouve sur le territoire de la commune, rue de la Tour. Les bureaux de poste les plus proches sont situés à Troissy et Dormans, à environ 4 km de Verneuil.

### Justice, sécurité et secours
Du point de vue judiciaire, Verneuil relève du conseil de prud'hommes d'Épernay, du tribunal de commerce de Reims, du tribunal judiciaire, du tribunal paritaire des baux ruraux et du tribunal pour enfants de Châlons-en-Champagne, dans le ressort de la cour d'appel de Reims. Pour le contentieux administratif, la commune dépend du tribunal administratif de Châlons-en-Champagne et de la cour administrative d'appel de Nancy.
Verneuil est située en secteur Gendarmerie nationale et dépend de la brigade de Dormans.
En matière d'incendie et de secours, le centre d'incendie et de secours le plus proche est celui de Dormans, dépendant du Service départemental d'incendie et de secours (SDIS) de la Marne. Verneuil accueille une unité d'assistance et de secours qui compte 2 sapeurs-pompiers volontaires suppléant les pompiers professionnels du SDIS.

## Population et société
Les habitants de la commune sont les Vernouillats.

### Démographie
L'évolution du nombre d'habitants est connue à travers les recensements de la population effectués dans la commune depuis 1793. Pour les communes de moins de 10 000 habitants, une enquête de recensement portant sur toute la population est réalisée tous les cinq ans, les populations de référence des années intermédiaires étant quant à elles estimées par interpolation ou extrapolation. Pour la commune, le premier recensement exhaustif entrant dans le cadre du nouveau dispositif a été réalisé en 2006.

En 2022, la commune comptait 840 habitants, en stagnation par rapport à 2016 (Marne : −1,19 %, France hors Mayotte : +2,11 %).
| 1793 | 1800 | 1806 | 1821 | 1831  | 1836  | 1841  | 1846  | 1851  |
| ---- | ---- | ---- | ---- | ----- | ----- | ----- | ----- | ----- |
| 724  | 926  | 995  | 994  | 1 088 | 1 062 | 1 123 | 1 120 | 1 150 |

| 1856  | 1861  | 1866  | 1872  | 1876  | 1881  | 1886  | 1891  | 1896  |
| ----- | ----- | ----- | ----- | ----- | ----- | ----- | ----- | ----- |
| 1 212 | 1 206 | 1 183 | 1 133 | 1 107 | 1 116 | 1 134 | 1 116 | 1 191 |

| 1901  | 1906  | 1911  | 1921 | 1926 | 1931 | 1936 | 1946 | 1954 |
| ----- | ----- | ----- | ---- | ---- | ---- | ---- | ---- | ---- |
| 1 147 | 1 129 | 1 100 | 943  | 953  | 853  | 829  | 753  | 729  |

| 1962 | 1968 | 1975 | 1982 | 1990 | 1999 | 2006 | 2011 | 2016 |
| ---- | ---- | ---- | ---- | ---- | ---- | ---- | ---- | ---- |
| 704  | 706  | 798  | 820  | 776  | 784  | 818  | 840  | 840  |

| 2021 | 2022 | - | - | - | - | - | - | - |
| ---- | ---- | - | - | - | - | - | - | - |
| 842  | 840  | - | - | - | - | - | - | - |

### Sports, loisirs et vie associative
Pour la pratique sportive, Verneuil compte un terrain de football et un court de tennis. La commune compte en 2012 quatre associations sportives : l'Étoile sportive de Verneuil, le tennis-club de Verneuil, la Semoigne (association de pêche) et l'association communale de chasse.
Outre les associations sportives, Verneuil compte trois associations : l'association culturelle Poésie en Verneuil, l'association familiale rurale et l'association des anciens de Verneuil.
La commune dispose par ailleurs d'une salle des fêtes municipale.

### Cultes
Pour le culte catholique, Verneuil dépend de la paroisse Saint-Hildegrin - Vallée de la Marne au sein du diocèse de Châlons-en-Champagne.

### Médias
La presse écrite régionale comprend le quotidien L'Union et l'hebdomadaire L'Hebdo du vendredi.
Parmi les stations de radio locales, il est possible de citer Ici Champagne-Ardenne et Champagne FM.

## Économie

### Revenus de la population et fiscalité
En 2021, la commune compte 362 ménages fiscaux, regroupant 825 personnes.
Le revenu disponible par unité de consommation est alors de 25 160 €, supérieur à celui de la communauté de communes des Paysages de la Champagne (24 050 €), du département de la Marne (22 830 €) et de la France métropolitaine (23 080 €).
Pour des raisons de secret statistique, le taux de pauvreté à Verneuil n'est pas communiqué par l'Insee.

### Emploi
Verneuil appartient à la zone d'emploi d'Épernay.
En 2021, le taux d'activité des 15-64 ans est de 84,1 %, supérieur à celui de la communauté de communes (79,7 %), du département (74 %) et de la France métropolitaine (74,9 %). Pour cette même catégorie de population, le taux de chômage est de 7,2 % contre 8 % pour la communauté de communes, 12,1 % pour la Marne et 11,7 % pour la France métropolitaine.
En 2021, Verneuil compte 219 emplois, dont 60,5 % de salariés et 39,5 % de non-salariés. Avec 393 actifs y résidant, la commune a alors un indicateur de concentration d'emploi de 55,8. Dans les faits, 31,8 % des actifs résidant à Verneuil y travaillent tandis que 68,2 % travaillent dans une autre commune.

### Entreprises, commerces et agriculture
En 2022, la commune compte 52 établissements économiquement actifs (hors agriculture).
En 2012, Verneuil compte une supérette, une boulangerie, deux cafés et un restaurant. Pour les autres commerces, les habitants de la commune se rendent généralement à Dormans.
En 2020, Verneuil compte 104 exploitations agricoles, pour une surface agricole utilisée de 838 hectares et 147 emplois à temps plein. Selon l'Agreste, la production agricole de la commune est spécialisée dans la viticulture. Verneuil fait en effet partie de l'appellation d'origine contrôlée « champagne » et compte trois coopératives vinicoles : la Gravelle, l'Économe et Saint-Vincent[réf. nécessaire]. La viticulture n'est toutefois pas la seule activité agricole de la commune ; la plaine inondable de la Marne au sud étant notamment consacrée à la culture céréalière.

## Culture et patrimoine

### Lieux et monuments

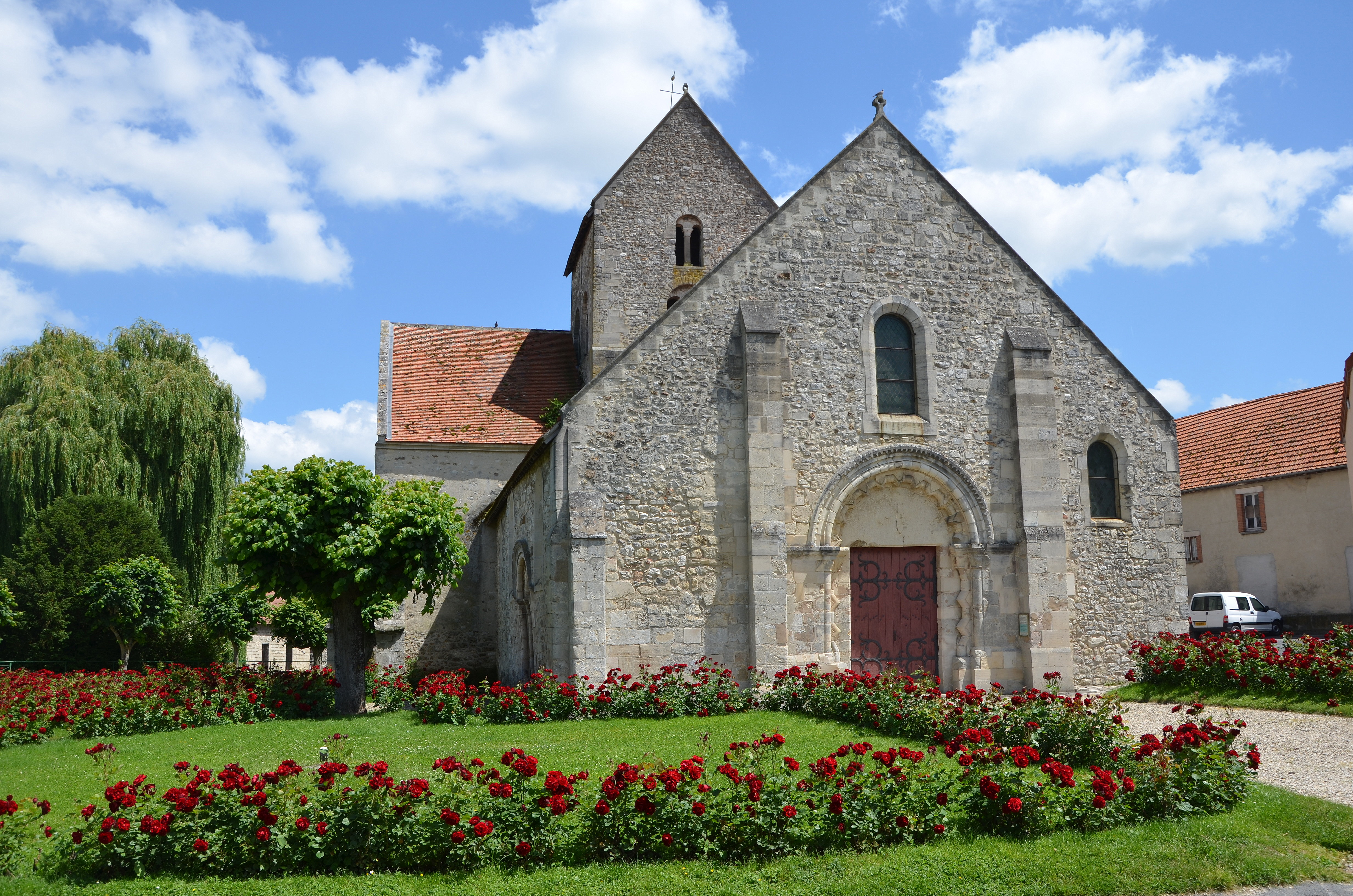
L'église Saint-Rémi de Verneuil.

L'église Saint-Rémi de Verneuil date des XIIe et XIIIe siècles. Elle possède un portail roman sculpté vers 1130 et un clocher central rectangulaire de facture plus ancienne. Le transept et le chœur sont du XIIIe siècle. L'église, fortement abimée durant les batailles de la Marne, fut restaurée en 1918 puis en 1940. Elle est classée aux monuments historiques depuis 1919.

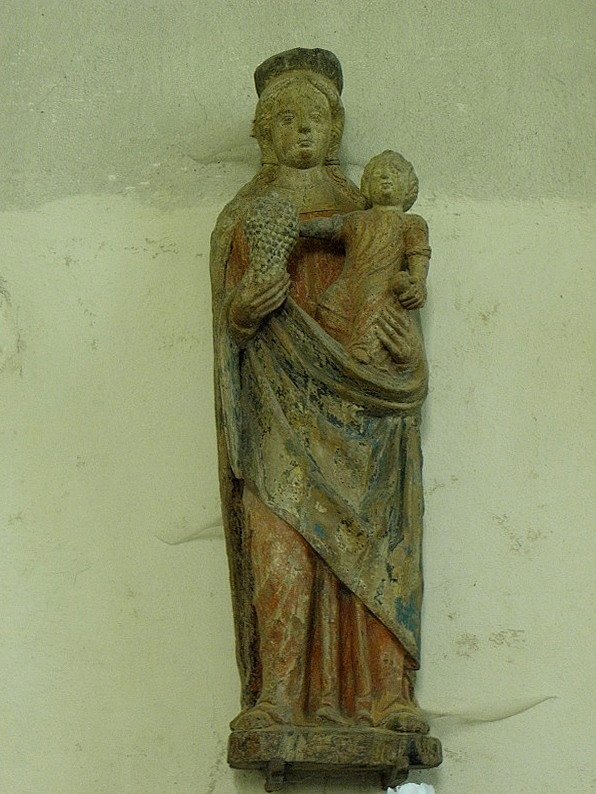
La Vierge à la grappe de raisin.

À l'intérieur, on trouve trois objets classés monument historique au titre objet : un tabernacle en bois du XVIIe siècle, un buste de femme sculpté en pierre du XVIe siècle et une statue de la Vierge à la grappe de raisin (variante de la Vierge à l'Enfant) en bois du XVIIe siècle. Les fonts baptismaux de l'église, datant du XVe siècle, ont été déclassés à la suite de leur destruction lors de la Première Guerre mondiale.
L'Inventaire général du patrimoine culturel recense également une ancienne minoterie du début du XXe siècle, située au 30 rue de la Tour. Construite en moellon, brique et meulière, sur trois étages, elle a été transformée en maison,.
En 1880, Auguste Nicaise fait état de la découverte de sépultures de la « grotte dolmen » de la Garenne de Verneuil, datant de l’époque de la pierre polie (-5300 à -6500) et où étaient transportés et rangés longtemps après l’inhumation les ossements d’une famille ou d’une tribu.

### Héraldique
| Armes de Verneuil | Les armes de la commune se blasonnent ainsi : parti : au premier d'azur semé de fleurs de lys d'or, au second coupé au I de gueules aux chaînes d'or posées en orle, en croix et en sautoir, chargées en cœur d'une émeraude au naturel, et au II d'azur à la bande d'argent côtoyée de deux doubles cotices potencées et contre-potencées d'or. |